# Trent Plaisted
Trent Michael Plaisted (* 20. Oktober 1986 in Walnut Creek, Kalifornien) ist ein US-amerikanischer Basketballspieler. Nach dem Studium in seinem Heimatland wurde Plaisted im Entry Draft der am höchsten dotierten Profiliga NBA zwar ausgewählt, absolvierte jedoch dort nie einen Einsatz. Stattdessen absolvierte er eine Profikarriere in Europa, wo er nach Stationen in Italien, Kroatien, Litauen, der Ukraine, Türkei, Frankreich und Deutschland sowie einem kurzen Intermezzo in Argentinien seit der Saison 2016/17 für Phoenix Hagen erneut in der Basketball-Bundesliga spielt. In Litauen 2011 mit Žalgiris Kaunas sowie in Frankreich 2015 mit Limoges CSP konnte Plaisted jeweils die nationale Meisterschaft gewinnen.

## Karriere
Nach dem Schulabschluss in San Antonio ging Plaisted zum Studium von Texas nach Utah an die Brigham Young University, wo er für die Hochschulmannschaft Cougars damals ab 2004 in der Mountain West Conference (MWC) der NCAA spielte. Nachdem die Cougars zweimal die landesweite NCAA-Endrunde verpasst hatten, bekamen sie mit Dave Rose einen neuen Trainer, der sie zweimal hintereinander in das Finale des MWC-Meisterschaftsturniers bringen konnte, welche jedoch beide gegen die Rebels der University of Nevada, Las Vegas verloren gingen. Damit einher ging jedoch wieder die Qualifikation für das NCAA-Endrundenturnier, bei dem man in der ersten Runde 2007 gegen die Musketeers der Xavier University of Cincinnati und 2008 gegen die Aggies der Texas A&M University verlor. Als vorletzter Pick der Franchise Seattle SuperSonics wurde Plaisted im NBA-Draft 2008 an 46. Position ausgewählt, die die Rechte an ihm in einem Tausch an die Detroit Pistons weitergaben.
Plaisted absolvierte jedoch nie einen Einsatz für einen NBA-Klub, sondern ging im Herbst 2008 in die italienische Lega Basket Serie A zu Angelico aus Biella. Während der Vertrag von Plaisteds ehemaligem Mannschaftskameraden Lee Cummard beim deutschen Erstligisten ALBA Berlin bereits vor Saisonbeginn wieder gelöst wurde, erlitt Plaisted bereits nach zwei Einsätzen für Angelico eine Bandscheibenverletzung, dessen Rehabilitation in seinem Heimatland für Plaisted das Saisonende bedeutete. Nach der NBA Summer League 2009 für die Pistons kam Plaisted zur Saison 2009/10 jedoch wieder zurück nach Europa und spielte für den kroatischen Vizemeister aus Zadar in der ABA-Liga sowie im europäischen Vereinswettbewerb Eurocup 2009/10. In letzterem schied die Mannschaft wegen des schlechteren direkten Vergleichs gegenüber Hapoel Jerusalem bereits nach der ersten Gruppenphase aus und in der adriatischen Liga reichte es nur zu einer Mittelfeldplatzierung ohne Chancen auf das Erreichen der Finalrunde. In der kroatischen Meisterschaft verlor man erneut die Finalserie in fünf Spielen gegen Titelverteidiger KK Cibona aus Zagreb. Nachdem die Pistons in einem eher ungewöhnlichen Schritt ihre Rechte an Plaisted  ohne Gegenwert in Form eines Tausches aufgegeben hatten,
spielte Plaisted in der NBA Summer League 2010 für die Chicago Bulls und die Philadelphia 76ers, bei denen er einen Anschlussvertrag für die Saisonvorbereitung bekam.
Nach der Auflösung des Vertrages in Philadelphia vor Saisonbeginn spielte Plaisted in der Saison 2010/11 diesmal in der kroatischen Hauptstadt Zagreb für Cibonas Lokalrivalen KK Cedevita. In der ABA-Liga blieb Cedevita ohne Aussicht auf das Erreichen der Finalrunde, während man in der kroatischen Meisterschaft gut im Rennen lag. Doch im Februar 2011 wurde Plaisted vom litauischen Meister Žalgiris aus Kaunas für den Rest der Spielzeit verpflichtet. Mit Žalgiris absolvierte Plaisted noch drei Einsätze im höchstrangigen europäischen Vereinswettbewerb Euroleague 2010/11, in dem die Mannschaft nach der Zwischenrunde der 16 besten Mannschaften ausschied. Plaisted gewann mit Žalgiris jedoch noch das litauische Double aus Meisterschaft und Pokalwettbewerb sowie die Titelverteidigung in der Baltic Basketball League. In der Saison 2011/12 spielte Plaisted in der Basketball Superliga Ukraine für den Klub Tscherkasski Mawpy aus Tscherkassy. Nach enttäuschendem Saisonverlauf wechselte Plaisted bereits im Januar 2012 in die Türkiye Basketbol Ligi zum Klub Petkim aus Aliağa. Die Mannschaft schaffte erstmals seit dem Erstliga-Aufstieg 2008 den Einzug in die Play-offs um die Meisterschaft, in denen man in der ersten Runde ausschied.
In der Saisonvorbereitung der NBA 2012/13 stand Plaisted bei den Los Angeles Clippers unter Vertrag, bevor diese ihn eine Woche vor Saisonbeginn aus seinem Vertrag entließen. Plaisted kehrte daher wieder nach Europa zurück und spielte ab Dezember 2012 für den Traditionsverein und ehemaligen Europapokalsieger „Cercle Saint-Pierre“ aus Limoges in der französischen LNB Pro A. Der Erstliga-Rückkehrer erreichte auf dem viertletzten Tabellenplatz den Klassenerhalt. Für die Basketball-Bundesliga 2013/14 bekam Plaisted ein Engagement beim deutschen Erstligisten ratiopharm aus Ulm, mit dem er auch wieder in einem europäischen Vereinswettbewerb antrat. Im Eurocup 2013/14 erreichten die Ulmer das Achtelfinale, das gegen Hapoel Jerusalem verloren ging, an denen Plaisted bereits bei seiner ersten Eurocup-Teilnahme 2009 mit Zadar gescheitert war. Den Beko BBL-Pokal 2014 verlor man im Finale in eigener Halle in einer Neuauflage des Vorjahresfinales gegen Titelverteidiger Alba Berlin, gegen die man auch als Hauptrundensechster in der ersten Play-off-Runde um die Meisterschaft ausschied.
Zur LNB Pro A 2014/15 kehrte Plaisted nach Limoges zurück, die in der Vorsaison die nationale Meisterschaft gewonnen hatten. In der Vorrunde der Euroleague 2014/15 erreichte die Mannschaft nur zwei Siege in zehn Spielen und verlor unter anderem zweimal gegen den deutschen Vizemeister Alba Berlin. In der Gruppenphase der letzten 32 Mannschaften des Eurocup 2014/15 war Limoges sieg- und im direkten Vergleich punktgleich mit Foxtown Cantù, so dass ähnlich wie im Fußball das allgemeine Punktverhältnis entschied. Hier war die Heimniederlage gegen den Tabellenersten BK Chimki im letzten Gruppenspiel um mindestens fünf Punkte zu hoch ausgefallen, so dass Cantù die K.-o.-Runden erreichte und Limoges ausschied. Als Tabellendritter erreichte der Titelverteidiger die Play-offs um die französische Meisterschaft, in denen die Mannschaft zunächst ohne Niederlage und erst in der Neuauflage der Vorjahres-Finalserie gegen den Hauptrundenersten Strasbourg IG die erste Niederlage einstecken musste. Trotzdem konnte der Verein in vier Spielen den Titel verteidigen, der nach der litauischen Meisterschaft Plaisteds zweiter Titelgewinn in Europa war. Im Sommer 2015 unterschrieb Plaisted außerhalb Europas in Argentinien einen Vertrag beim Club La Unión aus Formosa im Norden an der Grenze zu Paraguay, für den damals auch der ehemalige Bundesliga-Spieler Winsome Frazier aktiv war. Plaisted absolvierte jedoch keinen Einsatz in der Liga Nacional de Básquetbol, sondern wechselte stattdessen zurück nach Europa, wo er im Dezember 2015 einen Vertrag beim litauischen Eurocup-Teilnehmer Neptūnas aus Klaipėda. Trotz eines Heimsiegs gegen Alba Berlin schied die Mannschaft in der zweiten Gruppenphase der letzten 32 Mannschaften im Eurocup 2015/16 aus. In der litauischen Meisterschaft der LKL hingegen zog man nach 2014 nach einem knappen Erfolg in fünf Spielen gegen Lietuvos rytas Vilnius erneut in die Finalserie ein, in der man trotz eines deutlichen Heimsieges mit mehr als zwanzig Punkten Unterschied im zweiten Spiel alle weiteren Spiele gegen Titelverteidiger Žalgiris Kaunas verlor.
Zur BBL-Saison 2016/17 kehrte Plaisted noch einmal in die deutsche Basketball-Bundesliga zurück und spielt dort für Phoenix aus Hagen.